# حریص (فیلم ۱۹۹۹)
حریص یا گرسنه (به انگلیسی: Ravenous) فیلمی محصول سال ۱۹۹۹ و به کارگردانی آنتونیا برد است. در این فیلم بازیگرانی همچون گای پیرس، رابرت کارلایل، جرمی دیویس، جفری جونز، جان اسپنسر، نیل مک‌دونا، دیوید آرکت و دیوید هیمن ایفای نقش کرده‌اند.